# Lintjärnen (Torrskogs socken, Dalsland, 656357-128498)
Lintjärnen är en sjö i Bengtsfors kommun i Dalsland och ingår i Göta älvs huvudavrinningsområde.